# Государственный строй Гаити
Республика Гаити является президентской республикой с многопартийной системой. Президент является главой государства. Премьер-министр является главой правительства, который назначается президентом и утверждается Национальной Ассамблеей. Исполнительная власть принадлежит президенту и премьер-министру. Законодательная власть принадлежит правительству и двум палатам Национальной Ассамблеи Гаити. Современная структура политической системы регулируется Конституцией, принятой 29 марта 1987 года.

## Политическая система
Гаити официально является президентской республикой. Право голоса принадлежит гражданам старше 18 лет.
Действующая конституция была принята в марте 1987 года, но её действие было приостановлено с июля 1988 года по июнь 1989 года и полностью восстановлена в октябре 1994 года.
29 февраля 2004 года был свергнут президент Жан-Бертран Аристид.
8 февраля состоялись новые выборы, в результате которых был выбран новый президент — Рене Преваль. Он набрал более 50 % голосов.

### Исполнительная власть
Исполнительная власть Гаити
| Название        | Имя                | С                   |
| --------------- | ------------------ | ------------------- |
| Президент       | Жовенель Моиз      | 7 февраля 2017 года |
| Премьер-министр | Жак-Эдвард Алексис | 17 мая 2006 года    |

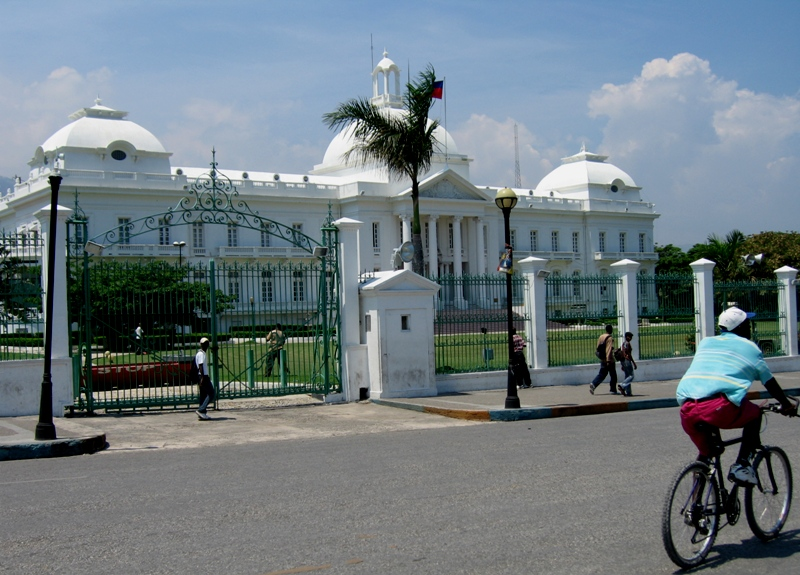
Президентский дворец в Порт-о-Пренсе

Исполнительная власть принадлежит президенту и премьер-министру.

#### Президент
Президент Гаити является главой государства и избирается сроком на 5 лет. Жан-Бертран Аристид был избран 7 февраля 2001 года, набрав 92 % голосов на выборах 2000 года. 29 февраля 2004 года президент Аристид «добровольно освободил» президентский пост.
После этого временным президентом Гаити был председатель Верховного Суда Гаити Бонифас Александр. В 2005 году на выборах победил Рене Преваль, набрав более 50 % голосов.
С 14 мая 2011 года по 2016 года президентом Гаити являлся Мишель Мартейи.
С  7 февраля 2017 года по 7 июля 2021 президентом Гаити являлся Жовенель Моиз, пока его не убили. С 2021 года страну возглавляет Переходный Президентский Совет. 

### Правительство
Правительство Гаити возглавляется премьер-министром, который является главой правительства, назначается президентом и утверждается Национальной Ассамблеей. Премьер-министр назначает министров. После падения Аристида премьер-министром Гаити стал Жерар Латортю, с 2006 года правительство возглавляет Жак-Эдвард Алексис.
В правительстве Гаити существует 12 министерств:
- Министерство сельского хозяйства
- Министерство торговли и промышленности
- Министерство иностранных дел
- Министерство информации
- Министерство юстиции
- Министерство образования, молодежи и спорта
- Министерство помощи
- Министерство здравоохранения
- Министерство труда, транспорта и коммуникаций
- Министерство социальных проблем

### Законодательная власть
Законодательная власть в Гаити принадлежит Национальной Ассамблее Гаити (Assemblée Nationale), состоящей из Палаты Депутатов (Chambre des Députés) и Сената (Sénat). Палата Депутата состоит из 83 членов, которые избираются сроком на 4 года. Сенат Гаити состоит из 27 членов, одна треть которых избирается каждые два года.

## Политические партии и выборы
Президентские выборы 7 февраля 2007 года
| Кандидат                                                           | Число голосов (абсолютное) | Число голосов (в процентах от числа избирателей, принявших участие в голосовании) |
| ------------------------------------------------------------------ | -------------------------- | --------------------------------------------------------------------------------- |
| Рене Преваль - Фронт надежды                                       | 992,766                    | 51,21%                                                                            |
| Лесли Манига - Объединение прогрессивных национальных демократов   | 240,306                    | 12,40%                                                                            |
| Чарльз Генри Баке - Respè                                          | 159,683                    | 8,24%                                                                             |
| Жан Шаван Жён = Христианский национальный союз за обновление Гаити | 108,283                    | 5,59%                                                                             |
| Люк Мессадье = Христианское движение за новое Гаити                | 64,850                     | 3,35%                                                                             |
| Серж Жиль - Объединение гаятянских социал-демократиов              | 50,796                     | 2,62%                                                                             |
| Поль Дени - Организация борющегося народа                          | 50,751                     | 2,62%                                                                             |
| Ги Филипп - Национальный фронт реконструкции                       | 37,303                     | 1,92%                                                                             |
| Люк Флёринор - Независимое движение за национальную реконструкцию  | 36,912                     | 1,90%                                                                             |
| Юбер Деронсерэ - РДНП                                              | 18,459                     | 0,95%                                                                             |
| Марк Базен - Союз "Лавалас"                                        | 13,136                     | 0,68%                                                                             |
| Риго Дупла                                                         | 9,791                      | 0,51%                                                                             |
| Рене Жюльен                                                        | 8,608                      | 0,44%                                                                             |
| Дени Туссен                                                        | 7,905                      | 0,41%                                                                             |
| Мари Руа                                                           | 7,889                      | 0,41%                                                                             |
| Жан-Эноль Бюто                                                     | 6,543                      | 0,34%                                                                             |
| Франц Перпиньян                                                    | 6,296                      | 0,32%                                                                             |
| Жерар Гурж                                                         | 5,852                      | 0,30%                                                                             |
| Эдвард Франсиск                                                    | 5,518                      | 0,28%                                                                             |
| Жан Мари Шресталь                                                  | 5,490                      | 0,28%                                                                             |
| остальные 13 кандидатов                                            |                            | 2,41%                                                                             |
| признаны недействительными                                         |                            | 7,42%                                                                             |
| Число голосов избирателей, поданных против всех кандидатов         | 2396219                    | 3,45%                                                                             |